# 小杉眞弘
小杉 眞弘（こすぎ まさひろ、1960年 - ）は、日本の実業家。東京都出身。マリオット・インターナショナル日本・韓国支社長。

## 人物・経歴
1960年東京都生まれ。上智大学法学部を経て、米国ミシガン州立大学経営学科を卒業。1988年マリオット・インターナショナルに入社。シカゴ・オヘア、パークリッジ（ニュージャージー
州）、ニューヨーク等でフロント・デスク・マネージャーを歴任。1993年に営業職に転向。2000年から統括国際営業部長として、ニューヨーク市内9軒のマリオット系列ホテルの国際営業部門を統括。2008年に本社・グローバル・セールス部門に異動。2009年に日本・韓国支社長。